# Atletismo nos Jogos Mundiais Militares de 2011 - 100 m masculino
A competição dos 100 metros rasos masculino nos Jogos Mundiais Militares de 2011 aconteceu do dia 19 ao dia 21 de julho no Estádio Olímpico João Havelange.

## Medalhistas
| Ouro   | QAT Femi Seun Ogunode |
| Prata  | MAR Ouhadi Aziz       |
| Bronze | BRA Nilson André      |

## Primeira fase

### Bateria 1
| Pos. | Atleta               | Tempo | Notas |
| ---- | -------------------- | ----- | ----- |
| 1    | VEN Diego Rivas      | 10.68 | Q     |
| 2    | SRI Shareef Safran   | 10.71 | Q     |
| 3    | PAK Liaqat Ali       | 10.79 | Q     |
| 4    | TUR Emrah Altunkalem | 10.94 | q     |
| 5    | KEN Kipkemboi Soi    | 11.12 |       |
| 6    | NED Michael Anpong   | 11.39 |       |
| 7    | GUI Moussa Camara    | 11.87 |       |
| —    | BEL Anthony Ferro    | DNF   |       |

### Bateria 2
| Pos. | Atleta                        | Tempo | Notas |
| ---- | ----------------------------- | ----- | ----- |
| 1    | JAM Marlon Robinson           | 10.64 | Q     |
| 2    | VEN Jermaine Chirinos         | 10.76 | Q     |
| 3    | TUR Hakan Karacaoglu          | 10.91 | Q     |
| 4    | POL Grzegorz Zimniewicz       | 10.97 | q     |
| 5    | CMR Belinga Franc=çois Xavier | 10.98 |       |
| 6    | CYP Kyriakidis Kriton         | 11.22 |       |
| 7    | SUR Deon Boldewijin           | 11.22 |       |
| 8    | BHR Mohamed Farhane Khalifa   | 11.28 |       |
| 9    | CAN Craig Greeley             | 11.30 |       |

### Bateria 3
| Pos. | Atleta                          | Tempo | Notas                |
| ---- | ------------------------------- | ----- | -------------------- |
| 1    | POL Robert Kubaczyk             | 10.65 | Q                    |
| 2    | KSA Mohammad Ibrahim            | 10.75 | Q                    |
| 3    | JAM Claon Hall                  | 10.81 | Q                    |
| 4    | CMR Bisseck Pierre Paul         | 10.85 | q                    |
| 5    | COL Matias Piedrahita Ballecita | 11.00 |                      |
| 6    | SUR Regilio Mase                | 11.23 | Recorde da temporada |
| —    | SUI Olive Lanz                  | DSQ   |                      |
| —    | DOM Kevin Herrera               | DNS   |                      |

### Bateria 4
| Pos. | Atleta                     | Tempo | Notas |
| ---- | -------------------------- | ----- | ----- |
| 1    | ITA Emanuele di Gregorio   | 10.47 | Q     |
| 2    | BRA Basilio Morais Júnior  | 10.76 | Q     |
| 3    | GAM Lamin Darboe           | 10.91 | Q     |
| 4    | INA Patoniah Patoniah      | 10.96 | q     |
| 5    | COL Omar Estrada Hernandez | 11.02 |       |
| 6    | MLI Baba Mariko            | 11.53 |       |
| 7    | CHA Djedouboum Richard     | 11.83 |       |
| —    | TRI Christen Garnes        | DNS   |       |

### Bateria 5
| Pos. | Atleta                     | Tempo | Notas |
| ---- | -------------------------- | ----- | ----- |
| 1    | GER Julian Reus            | 10.51 | Q     |
| 2    | SRI Shehan Abeypitiya      | 10.56 | Q     |
| 3    | BRA Nilson André           | 10.62 | Q     |
| 4    | IND Shameermon Rashid      | 10.75 | q     |
| 5    | SUI Pascal Mueller         | 11.03 |       |
| 6    | UAE Mohammed Alabri        | 11.64 |       |
| 7    | GBS Delfin João Sanca      | 12.89 |       |
| —    | CPV Lúcio José Ramos Rocha | DNF   |       |

### Bateria 6
| Pos. | Atleta                 | Tempo | Notas |
| ---- | ---------------------- | ----- | ----- |
| 1    | QAT Femi Seun Ogunode  | 10.34 | Q     |
| 2    | MAR Ouhadi Aziz        | 10.39 | Q     |
| 3    | KSA Yasir Alnashri     | 10.47 | Q     |
| 4    | JAM Claon Hall         | 10.78 | q     |
| 5    | UAE Hussain Alblooshi  | 11.02 |       |
| 6    | JOR Khalil Al-Hanahnen | 11.28 |       |
| 7    | GAM Sulayman Nije      | 11.52 |       |
| 8    | ZIM Liberty Chinyerre  | 13.76 |       |

## Semifinais

### Semifinal 1
| Pos. | Atleta                   | Tempo | Notas |
| ---- | ------------------------ | ----- | ----- |
| 1    | ITA Emanuele di Gregorio | 10.45 | Q     |
| 2    | BRA Nilson André         | 10.51 | Q     |
| 3    | POL Robert Kubaczyk      | 10.51 | q     |
| 4    | SRI Shehan Abeypitiya    | 10.60 |       |
| 5    | JAM Claon Hall           | 10.88 |       |
| 6    | TUR Hakan Karacaoglu     | 10.95 |       |
| 7    | INA Patoniah Patoniah    | 10.97 |       |
| —    | VEN Jermaine Chirinos    | DSQ   |       |

### Semifinal 2
| Pos. | Atleta                  | Tempo | Notas |
| ---- | ----------------------- | ----- | ----- |
| 1    | MAR Ouhadi Aziz         | 10.29 | Q     |
| 2    | GER Julian Reus         | 10.42 | Q     |
| 3    | JAM Marlon Robinson     | 10.52 | q     |
| 4    | PAK Liaqat Ali          | 10.72 |       |
| 5    | INA Farel Oktaviandi    | 10.80 |       |
| 6    | CMR Bisseck Pierre Paul | 10.83 |       |
| 7    | KSA Mohammad Ibrahim    | 10.83 |       |
| 8    | TUR Emrah Altunkalem    | 10.86 |       |

### Semifinal 3
| Pos. | Atleta                    | Tempo | Notas |
| ---- | ------------------------- | ----- | ----- |
| 1    | QAT Femi Seun Ogunode     | 10.36 | Q     |
| 2    | KSA Yasir Alnashri        | 10.56 | Q     |
| 3    | VEN Diego Rivas           | 10.59 |       |
| 4    | SRI Shareef Safran        | 10.77 |       |
| 5    | BRA Basilio Morais Júnior | 10.80 |       |
| 6    | IND Shameermon Rashid     | 10.88 |       |
| 7    | GAM Lamin Darboe          | 10.98 |       |
| —    | POL Grzegorz Zimniewicz   | DNF   |       |

## Final
| Pos.              | Atleta                   | Tempo | Notas                |
| ----------------- | ------------------------ | ----- | -------------------- |
| Medalha de ouro   | QAT Femi Seun Ogunode    | 10.07 | Recorde militar      |
| Medalha de prata  | MAR Ouhadi Aziz          | 10.17 | Recorde da temporada |
| Medalha de bronze | BRA Nilson André         | 10.34 |                      |
| 4                 | ITA Emanuele di Gregorio | 10.39 |                      |
| 5                 | POL Robert Kubaczyk      | 10.43 |                      |
| 6                 | KSA Yasir Alnashri       | 10.43 |                      |
| 7                 | JAM Marlon Robinson      | 10.44 |                      |
| 8                 | GER Julian Reus          | 10.45 | Recorde da temporada |